# Ymru Hajle Syllasje
Ymru Hajle Syllasje (ur. ok. 1894, zm. 1980) – etiopski książę (ras). Od maja do grudnia 1936 namiestnik cesarza Hajle Syllasje I po jego wyjeździe z kraju, kierował oporem przeciwko włoskiej inwazji. Od 1936 do 1943 więzień we Włoszech, od 1947 do 1954 ambasador w Waszyngtonie, od 1954 do 1959 w Delhi. W 1960 ogłoszony wbrew swej woli premierem przez przywódców nieudanego zamachu stanu. Z powodu swoich postępowych poglądów zyskał przydomek czerwonego rasa.
W 1965 otrzymał Order Odrodzenia Polski I klasy.
Jego synem był Mikael Ymru (ur. 1930), premier Etiopii w roku 1974.